# Tetraleurodes bicolor
Tetraleurodes bicolor is een halfvleugelig insect uit de familie witte vliegen (Aleyrodidae), onderfamilie Aleyrodinae.
De wetenschappelijke naam van deze soort is voor het eerst geldig gepubliceerd door Bink-Moenen in Bink-Moenen & Gerling in 1992.